# Copidognathus hephaestios
Copidognathus hephaestios is een mijtensoort uit de familie van de Halacaridae. De wetenschappelijke naam van de soort is voor het eerst geldig gepubliceerd in 1992 door Benfatti, Mari & Morselli.